# Rodofó
Rodofó (en llatí Rodophon, en grec antic Ῥοδοφῶν) fou un militar rodi que quan van esclatar les hostilitats entre Perseu de Macedònia i Roma l'any 171 aC, va convèncer els seus conciutadans de romandre fidels a l'aliança romana i durant tota la guerra va ser un ferm partidari de Roma.
L'any 167 aC, quan l'ambaixador Astimedes va aconseguir amb moltes dificultats calmar l'hostilitat del senat romà contra els rodis pels seus intents mediadors del 169 aC, Rodofó i el seu company de partit Teedet van ser comissionats com ambaixadors per portar a Roma un regal consistent en una corona d'or.